# ديفون رودريغيز
ديفون رودريغيز (مواليد 1996) فنان ورسام أمريكي من جنوب برونكس ، مدينة نيويورك. حصل على تقدير لسلسلة من الصور الواقعية التي يرسمها للركاب في مترو أنفاق مدينة نيويورك.

## النشأة والتعليم
ولد ديفون رودريغيز عام 1996  في جنوب برونكس.  في سن الثامنة ، بدأ في الكتابة على الجدران مع أصدقائه  ولكن بعد اعتقاله في سن 13، حول انتباهه إلى الصور الشخصية.  في عام 2010 ، تقدم للالتحاق بالمدرسة الثانوية للفنون والتصميم في مانهاتن ، لكن لم يتم قبوله. ثم التحق بمدرسة مدرسة صامويل جومبرز الثانوية في برونكس لمدة عامين قبل قبوله في المدرسة الثانوية للفنون والتصميم في عام 2012. تخرج من تلك المدرسة عام 2014. التحق لاحقًا بمعهد الأزياء للتكنولوجيا .

## المسار المهني
بينما كان رودريجيز لا يزال في المدرسة الثانوية، حضر النحات جون أهيرن معرضًا للصور المدرسية ولاحظ لوحات رودريغيز الزيتية الواقعية لركاب مترو الأنفاق. ثم طلب أهيرن من رودريغيز أن يكون موضوعًا لصورته المنحوتة.
في عام 2015 ، ظهرت أعمال رودريغيز الخاصة في عدد من مجلة Southwest Art .  وظهرت أعماله ، بما في ذلك بعض لوحاته لركاب مترو الأنفاق ، في منشورات مجلات مثل The New Yorker و The Artist's Magazine و  و The New York Times Style Magazine في السنوات التالية. 